# Argentina i olympiska sommarspelen 1928
Argentina deltog med 81 deltagare vid de olympiska sommarspelen 1928 i Amsterdam. Totalt vann de tre guldmedaljer, tre silvermedaljer och en bronsmedalj.

## Medaljer

### Guld
- Víctor Avendaño - Boxning, lätt tungvikt.
- Arturo Rodríguez - Boxning, tungvikt.
- Alberto Zorrilla - Simning, 400 meter frisim .

### Silver
- Víctor Peralta - Boxning, fjädervikt.
- Raúl Landini - Boxning, weltervikt.
- Ludovico Bidoglio, Ángel Bossio, Saúl Calandra, Alfredo Carricaberry, Roberto Cherro, Octavio Díaz, Juan Evaristo, Manuel Ferreira, Enrique Gainzarain, Ángel Médici, Luis Monti, Rodolfo Orlandini, Raimundo Orsi, Fernando Paternoster, Feliciano Perducca, Domingo Tarasconi, Alfredo Helman, Segundo Luna, Pedro Ochoa, Natalio Perinetti, Luis Weihmuller och Adolfo Zumelzú - Fotboll.

### Brons
- Roberto Larraz, Raúl Anganuzzi, Luis Lucchetti, Héctor Lucchetti och Carmelo Camet - Fäktning, florett lag.